# Gorna Dikanea, Pernik
Gorna Dikanea (în bulgară Горна Диканя) este un sat în comuna Radomir, regiunea Pernik,  Bulgaria. 

## Demografie
Componența etnică a satului Gorna Dikanea
     Bulgari (95,07%)
     Nicio identificare (4,92%)
     Altele (0%)
La recensământul din 2011, populația satului Gorna Dikanea era de 264 locuitori. Din punct de vedere etnic, majoritatea locuitorilor (95,07%) erau bulgari. Pentru 4,92% din locuitori nu este cunoscută apartenența etnică.